# Gerhard Christoph Hermann Vechtmann
Gerhard Christoph Hermann Vechtmann (10 de abril de 1817 - 2 de agosto de 1857) fue un matemático alemán, conocido por su trabajo sobre las lemniscatas.

## Semblanza
Vechtman nació en Wittmund, en la parte norte de Reino de Hannover en Alemania, donde su padre trabajaba como predicador. De los 10 a los 15 años asistió a la escuela local antes de asistir durante tres años al liceo (escuela secundaria) en la vecina localidad de Aurich. Después de la escuela, Vechtmann estudió matemáticas y ciencias en Berlín y Gotinga, donde se convirtió en miembro del seminario pedagógico (instituto para la formación docente) y enseñó en el liceo local hasta que fue nombrado Hofmeister en la Ritterakademie de Luneburgo en 1841. En 1843 presentó tesis doctoral De curvis lemniscatis en la Universidad de Gotinga. A finales de 1845 se convirtió en profesor de matemáticas y ciencias en una escuela en Eutin y en 1848 fue nombrado subdirector de la escuela de Meldorf. 
Finalmente, fue nombrado director del liceo recién fundado en Rendsburg en 1856. El 18 de julio de 1857 abandonó Rendsburg con su esposa y sus dos hijos para pasar unas vacaciones con sus suegros. Allí cayó repentinamente enfermo y murió tres días después, el 2 de agosto de 1857.
En su disertación "De curvis lemniscatis", examinó la lemniscata de Bernoulli y descubrió una sorprendente propiedad angular en ella.

## Publicaciones
- De curvis leminiscatis.  Dissertation, Göttingen, 1843 (copia en línea (enlace roto disponible en Internet Archive; véase el historial, la primera versión y la última).)